# 48-ма Премія мистецтв Пексан
48-ма Церемонія Премії мистецтв Пексан (кор. 제48회 백상예술대상) — відбулася в Сеулі (Олімпійська зала) 26 квітня 2012 року. Транслювалася на телеканалі jTBC. Ведучими були Лі Хві Дже та Кім А Джун.

## Номінанти та переможці
Повний список номінантів та переможців. Переможці виділені жирним шрифтом та подвійним хрестиком ().

### Кіно
| Тесан (Велика нагорода) - «Безіменний Гангстер: Правила часу» (фільм) | |
| Найкращий фільм - «Нескорений» - «Безсилий» - «Удар кулаком» - «Сонячний день» - «Безіменний Гангстер: Правила часу» | Найкраща режисерська робота - Ім Чхан Ік — «Офіцер року» - Хан Сан Хо — «Плямисті: Тарбозавр» - Хо Чон Хо — «Зворотній відлік» - Кім Чон Хван — «Скнари» - Пак Ін Дже — «Мобі Дік»                                                                               |
| Найкращий режисерський дебют - Пьон Йон Джу — «Безсилий» - Чон Чі Йон — «Нескорений» - Чон Кє Су — «Вигадане кохання» - Лі Хан — «Удар кулаком» - Юн Чон Бін — «Безіменний Гангстер: Правила часу»                                                                       | Найкращий сценарій - Чон Кє Су — «Вигадане кохання» - Хан Хьон Ґин, Чон Чі Йон — «Нескорений» - Пак Ін Дже — «Мобі Дік» - Пак Сан Йон — «Лінія фронту» - Юн Чон Бін — «Безіменний Гангстер: Правила часу»                                                        |
| Найкраща чоловіча роль - Ан Сон Ґі — «Нескорений» як Кім Кьон Хо - Чхве Мін Сік — «Безіменний Гангстер: Правила часу» як Чхве Ік Хьон - Кон Ю — «Позбавленні голосу» як Кан Ін Хо - Кім Юн Сок — «Удар кулаком» як Лі Тон Джу - Пак Хе Іль — «Війна стріл» як Чхве Нам І | Найкраща жіноча роль - Ом Чон Хва — «Королева танцю» як Чон Хва - Чон Рьо Вон — «Біль» як Тон Хьон - Кім Мін Хі — «Безсилий» як Кан Сон Йон/Чха Кьон Сон - Сім Ин Кьон — «Сонячний день» як підліток Ім На Мі - Сон Є Джін — «Зачарований» як Кан Йо Рі          |
| Найкращий акторський дебют (чоловіки) - Кім Сон Ґюн — «Безіменний Гангстер: Правила часу» як Пак Чхан У - Чу Вон — «О. Р.П.» як Кім Хо Рьон - Лі Че Хун — «Архітектура 101» як Лі Син Мін - Лі Кван Су — «Чудове радіо» як Чха Те Ґин                                    | Найкращий акторський дебют (жінки) - Пе Сюзі — «Архітектура 101» як Ян Со Йон - Ко А Ра — «Папа» як Чун - Кан Со Ра — «Сонячний день» як підліток Ха Чхун Хва - Кім Хє Ин — «Безіменний Гангстер: Правила часу» як пані Йо - О На Ра — «Королева танцю» як Ра Рі |
| Нагорода за популярність (чоловіки) - Чан Гин Сок — «Ти мій улюбленець» як Кан Ін Хо | Нагорода за популярність (жінки) - Кан Со Ра — «Сонячний день» як підліток Ха Чхун Хва |

### Телебачення
| Тесан (Велика нагорода) - «Дерево з глибоким корінням» (серіал) (SBS) | Найкращий серіал - «Місяць, що обіймає сонце» (MBC) - «Мозок» (KBS) - «Дерево з глибоким корінням» (SBS) - «Величне кохання» (MBC) - «Людина принцеси» (KBS) |
| Найкраща розважальна програма - «Концерт жартів» (KBS) - «2 дні і 1 ніч» (KBS) - «Я — співак/співачка» (MBC) - «Пара» (SBS) - «Зірка K-pop» (SBS) | Найкраща освітня програма - «Цивілізація і математика» (EBS) - «Науковий проєкт KBS — Дослідження людини: Пам'ять» (KBS) - «Спеціальна різдвяна програма SBS: Особлива дивовижна гармонія» (SBS) - «Сльози Антарктики» (MBC) - «Дхарма» (KBS)                                                |
| Найкраща режисерська робота - Кім Чон Мін, Пак Хьон Сок — «Людина принцеси» - Чан Тхе Ю — «Дерево з глибоким корінням» - Кім То Хун, Лі Сон Джун — «Місяць, що обіймає сонце» - Но То Чхоль — «Сяй сяй» - Ю Хьон Ґі, Сон Хьон Ук — «Мозок»                                                  | Найкращий сценарій - Кім Йон Хьон, Пак Сан Йон — «Дерево з глибоким корінням» - Чхве Ван Ґю — «Світло та тіні» - Хон Чон Ин, Хон Мі Ран — «Величне кохання» - Чо Чон Джу, Кім Ук — «Людина принцеси» - Юн Кьон А — «Мозок»                                                                   |
| Найкраща чоловіча роль - Кім Су Хьон — «Місяць, що обіймає сонце» як король Лі Хвон - Чха Син Вон — «Величне кохання» як Токко Джін - Хан Сок Ґю — «Дерево з глибоким корінням» як король Седжон - Пак Сі Ху — «Людина принцеси» як Кім Син Ю - Сін Ха Ґюн — «Мозок» як Лі Кан Хун          | Найкраща жіноча роль - Кон Хьо Джін — «Величне кохання» як Ку Е Джон - Кім Хьон Джу — «Сяй сяй» як Хан/Хван Чон Вон - Кім Сон А — «Аромат жінки» як Лі Йон Дже - Мун Чхе Вон — «Людина принцеси» як Лі Се Рьон - Су Е — «Обіцянка тисячі днів» як Лі Со Йон                                  |
| Найкращий акторський дебют (чоловіки) - Чу Вон — «Сім'я О Чакгю» як Хван Тхе Хі - Кім Тон Хо — «Сяй сяй» як Кін Те Бом - Пак Юн Дже — «Незламні невістки» як Мун Сін У - Пак Ю Хван — «Обіцянка тисячі днів» як Лі Мун Квон - Йо Чін Ку — «Місяць, що обіймає сонце» як Лі Хвон у дитинстві | Найкращий акторський дебют (жінки) - Юї — «Сім'я О Чакгю» як Пек Ча Ин - Ім Су Хян — '«Нові казки про кісен»' як Тан Са Ран - Чон Ю Мі — «Обіцянка тисячі днів» як Но Хян Ґі - Кан Со Ра — «Одержимі мрією 2» як Сін Хе Сон - Кім Ю Чон — «Місяць, що обіймає сонце» як Хо Йон У у дитинстві |
| Найкращий учасник розважальної програми - Кім Чун Хьон — «Концерт жартів» - Кім Ку Ра — «Радіозірка» - Кім Пьон Ман — «Закон джунглів» - Лі Чон Сок — «Високий удар: Помста коротких ніг» - Чхве Хьо Джон — «Концерт жартів»                                                                | Найкраща учасниця розважальної програми - Пак Ха Сон — «Високий удар: Помста коротких ніг» - Сон Чі Хьо — «Людина, що біжить» - Сін По Ра — «Концерт жартів» - Чон Кьон Мі — «Концерт жартів» - Чон Чу Рі — «Сильне серце»                                                                   |
| Нагорода за популярність (чоловіки) - Пак Ю Чхон — «Міс Ріплі» як Сон Ю Хьон/Ютака | Нагорода за популярність (жінки) - Пак Сін Хє — «Струни душі» як Лі Гю Вон |